# Bryan Williams

a Compétitions nationales et continentales officielles uniquement.

b Matchs officiels uniquement.
Bryan George Williams, né le 3 octobre 1950 à Auckland, est un joueur de rugby à XV évoluant au poste d'ailier au sein de la province d'Auckland et de l'équipe de Nouvelle-Zélande. Avec celle-ci, il dispute 38 test matchs, inscrivant 68 ou 71 points selon les sources.
Il est ensuite entraîneur, occupant notamment le poste de sélectionneur de l'équipe des Samoa.

## Carrière
D'origine samoane, Williams a fait ses débuts avec l'équipe de Nouvelle-Zélande le 25 juillet 1970, à l’occasion d’un match contre l'Équipe d'Afrique du Sud. Il disputa son dernier test match contre l'équipe d'Écosse le 9 décembre 1978. 
Au cours de 269 matchs de haut niveau, il a marqué 137 essais et 825 points.
Il s’est reconverti en entraîneur de club, puis de l'Équipe des Samoa, de 1996 à 2000.
Il fut ensuite entraîneur adjoint des Hurricanes dans le Super 12.
Il fut également le président du club de Ponsonby.

## Palmarès
Bryan Williams dispute 132 matchs avec la province d'Auckland.
Bryan Williams compte 38 sélections, dont 37 en tant que titulaire, en équipe de Nouvelle-Zélande, entre le 25 juillet 1970 à Pretoria contre l'Afrique du Sud et le 9 décembre 1978 à Murrayfield contre l'Écosse. Il inscrit 68 points ou 71 points,, se décomposant en neuf essais, neuf pénalités, deux transformation et un drop,
Au total, il dispute 113 matchs sous le maillot des All Blacks, inscrivant 330 points, 56 essais, 20 transformations, 26 pénalités lors des 71 matchs non compatibilisés comme test.